# Lacosoma rosea
Lacosoma rosea is een vlinder uit de familie van de Mimallonidae. De wetenschappelijke naam van de soort is voor het eerst geldig gepubliceerd in 1905 door Dognin.